# Erdgas Mehrkampf-Meeting Ratingen 2011
Erdgas Mehrkampf-Meeting 2011 – mityng lekkoatletyczny w konkurencjach wielobojowych, rozegrany 16 i 17 lipca w Ratingen w Niemczech. Zawody były kolejną odsłoną cyklu IAAF World Combined Events Challenge w sezonie 2011.

## Rezultaty
| Konkurencja:           | 1. miejsce     | Rezultat  | 2. miejsce    | Rezultat  | 3. miejsce         | Rezultat  |
| Dziesięciobój mężczyzn | Larbi Bouraada | 8302 pkt. | Rico Freimuth | 8287 pkt. | Pascal Behrenbruch | 8232 pkt. |
| Siedmiobój kobiet      | Jennifer Oeser | 6663 pkt. | Aiga Grabuste | 6507 pkt. | Lilli Schwarzkopf  | 6370 pkt. |

## Rekordy
Podczas zawodów ustanowiono dotychczas 5 krajowych rekordów w kategorii seniorów:
| Zawodnik       | Reprezentacja | Konkurencja                   | Rezultat  |
| -------------- | ------------- | ----------------------------- | --------- |
| Larbi Bouraada | Algieria      | dziesięciobój lekkoatletyczny | 8302 pkt. |
| Jangy Addy     | Liberia       | dziesięciobój lekkoatletyczny | 7772 pkt. |
| Jangy Addy     | Liberia       | rzut dyskiem                  | 46,85     |
| Jangy Addy     | Liberia       | skok o tyczce                 | 4,50      |
| Jangy Addy     | Liberia       | rzut oszczepem                | 57,20     |